# Korporál (hodnost)
Korporál (hovorově kaprál, anglicky corporal, německy Korporal, francouzsky caporal) je jedna z poddůstojnických hodností ve vojsku. Slovo pochází z italštiny. V 16. století se tato hodnost rozšířila po Evropě, kde nahradila vojenskou hodnost rotmistra. U české armády tato vojenská hodnost přibližně odpovídá desátníkovi.